# Kreszcencia
A Kreszcencia a latin eredetű Crescens férfinév női párja, aminek a jelentése növekvő.

## Rokon nevek
- Szenta:[1] a Kreszcencia vagy a magyarban nem használt Vincenta név beceneve a német nyelvben.[3]
- Zenta:[1] a Kreszcencia német beceneve.[4]

## Gyakorisága
Az 1990-es években a Kreszcencia, Szenta és Zenta szórványos név volt, a 2000-es években nem szerepelnek a 100 leggyakoribb női név között.

## Névnapok
Kreszcencia
- április 5.
- április 7.
- június 15.

Szenta, Zenta
- április 7.
- június 15.

## Híres Kreszcenciák, Szenták és Zenták
- Seilern Crescence gróf Széchenyi István felesége (Széchenyi 1848. június 15-i naplóbejegyzése. "Cressence nevenapja.")